# Дикман, Иоганнес
Иога́ннес Ди́кман (нем. Johannes Dieckmann; 19 января 1893, Фишерхуде, Нижняя Саксония — 22 февраля 1969, Берлин) — немецкий журналист и политический деятель ГДР. Член ЛДПГ. Председатель Народной палаты ГДР в 1949—1969 годах.

## Биография
Дикман родился в семье священника. По окончании школы изучал экономику и философию в Берлине, Гисене и Гёттингене. В 1916 году был призван в армию. В 1918 году был избран председателем совета рабочих и солдатских депутатов. После Первой мировой войны вступил в Немецкую народную партию и являлся одним из ближайших соратников Густава Штреземана. В 1929—1930 и 1933 годах состоял депутатом ландтага Саксонии. В 1939 году был призван в вермахт. В 1941 году демобилизовался из армии. В 1944 году находился под наблюдением гестапо из-за участия его двоюродного брата Альбрехта Мерца фон Квирнхайма в покушении на Гитлера. После Второй мировой войны вступил в ЛДПГ, вошедшую в Национальный фронт ГДР. В 1949—1969 годах состоял депутатом Народной палаты ГДР и заместителем председателя ЛДПГ. В 1949 и 1960 годах исполнял обязанности президента ГДР. В 1963—1968 годах возглавлял Общество германо-советской дружбы.

## Награды
- орден «За заслуги перед Отечеством» в золоте (1954) и почётная пряжка в золоте к нему (1965);
- орден «Знамя труда»
- орден Трудового Красного Знамени (18.01.1968, СССР)